# Hakim Khoudi
Hakim Khoudi (en arabe : حكيم خودي) est un footballeur algérien né le 16 juillet 1989 à Lakhdaria dans la wilaya de Bouira. Il évolue au poste de défenseur central à l'USM El Harrach.

## Biographie
Hakim Khoudi évolue en première division algérienne avec les clubs du CR Belouizdad et de l'AS Aïn M'lila. Il dispute un total de 106 matchs en première division, inscrivant quatre buts.
Il participe à la Coupe de la confédération en 2018 avec l'équipe de Belouizdad (deux matchs joués).

## Palmarès
CR Belouizdad
- Coupe d'Algérie (1) :
  - Vainqueur : 2016-17.

- Supercoupe d'Algérie :
  - Finaliste : 2017.

 JSM Skikda
- Championnat d'Algérie D2 :
  - Vice-champion : 2019-20.